# Joana Isabel de Lencastre Forjaz
Joana Isabel de Lencastre Forjaz (23 de março de 1745 - ) foi uma poeta portuguesa e frequentadora da sociedade letrada de Lisboa, musa inspiradora e protectora de poetas.

## Biografia
Filha de D. Miguel Pereira Forjaz Coutinho, Moço Fidalgo com exercício na Casa Real, e Senhor dos Morgados da Redinha (concelho de Pombal), Freiriz (concelho de Vila Verde) e Penagata, e Coronel de Cavalaria, e de D. Ângela Joana de Melo e Lencastre.
Casou a 7 de maio de 1758 com Fernando Martins Freire de Andrade e Castro, Moço Fidalgo com exercício na Casa Real e Senhor dos Morgados da Ribeira do Sado e do Bom Despacho. Joana tinha apenas 13 anos, e o seu marido era 51 anos mais velho. Terá ficado viúva em 1775 ou 1771, e não se lhe conhece obra escrita depois da viuvez.
Joana Lencastre Forjaz teve cinco filhos:
- Bernardim Freire de Andrade (1759-1809)
- Gomes Freire de Andrade (1761-)
- António Freire de Andrade e Castro (1762-)
- Nuno Freire de Andrade e Castro Falcão Figueiredo, 1.° conde de Camarido (1765-1845)
- Maria do Patrocínio Freire de Andrade e Castro (1767-1800), que casou com Miguel Pereira Forjaz, 1.° conde da Feira

Conviveu com vários poetas de destaque da época, como Frei Botelho Torresão, Basílio da Gama, Domingos Caldas Barbosa, Manuel Inácio da Silva Alvarenga. Alvarenga Peixoto e Nicolau Tolentino de Almeida, dedicaram-lhe dois sonetos cada. Este último escreveu n'O Bilhar muitas glosas resultantes de motes propostas pela poeta. Correspondeu-se com Frei Manuel do Cenáculo e José Anastácio da Cunha, que terá participado nas suas reuniões literárias no solar das Picoas, e produziu a seu pedido alguns sonetos. 
Terá tido uma rivalidade poética com a Marquesa de Alorna enquanto esta viveu no Convento de Chelas.

## Obra
Conhecem-se desta poeta oito sonetos, duas fábulas em quadras heptassilábicas e uma glosa em oitava rima. 
- 1789 - Soneto Alma ditosa e pura, que gozais, em Collecção de Obras Poeticas dos Melhores Authores, tomo I, Officina de Antonio Alvarez Ribeiro, p.46
- 1868 - Soneto Não m'engana esse espelho cristalino, em Pintura de um Outeiro Nocturno e um Sarao Musical ás portas de Lisboa no fim do seculo passado feita e lida no primeiro serão litterario do Gremio Recreativo em 12 de Dezembro de 1867 pelo Marquez de Resende, Lisboa, Typographia da Academia Real das Sciencias, p.40-41
- 1868 - Soneto A todos afugenta justamente, em Pintura de um Outeiro (...), Lisboa, Typographia da Academia Real das Sciencias, p.41
- 1868 - Poema em quadras heptassilábicas A águia mais a cegonha, em Pintura de um Outeiro (...), Lisboa, Typographia da Academia Real das Sciencias, p.41
- 1868 - Poema em quadras heptassilábicas Entre o corvo e mais o gaio, em Pintura de um Outeiro (...), Lisboa, Typographia da Academia Real das Sciencias, p.41
- s.d. - Soneto Sete vezes e seis tem completado
- s.d. - Soneto No Templo da Constância entrei um dia
- s.d. - Soneto Aqui nesta choupana combatida
- s.d. - Soneto Do génio ilustre que te honra tanto
- s.d. - Soneto Não te convém o exemplo de Diana
- s.d. - Soneto Vem, Márcia bela, Márcia suspirada
- s.d. - Soneto Sem os socorros da arte concertada
- s.d. - Glosa em oitava rima Depois de mil sucessos, em que a Sorte